# Prismatocarpus candolleanus
Prismatocarpus candolleanus är en klockväxtart som beskrevs av Adelbert von Chamisso. Prismatocarpus candolleanus ingår i släktet Prismatocarpus och familjen klockväxter. Inga underarter finns listade i Catalogue of Life.